# Kånna socken
Kånna socken i Småland ingick i Sunnerbo härad i Finnveden, ingår sedan 1971 i Ljungby kommun och motsvarar från 2016 Kånna distrikt i Kronobergs län.
Socknens areal är 57,50 kvadratkilometer, varav land 57,05. År 2000 fanns här 719 invånare. Tätorten Kånna med sockenkyrkan Kånna kyrka ligger i socknen. 

## Administrativ historik
Kånna socken har medeltida ursprung. 
Vid kommunreformen 1862 övergick socknens ansvar för de kyrkliga frågorna till Kånna församling och för de borgerliga frågorna till  Kånna landskommun. Landskommunen uppgick 1952 i Hamneda landskommun innan den 1971 uppgick i Ljungby kommun.  Församlingen uppgick 2006 i Södra Ljunga församling.
1 januari 2016 inrättades distriktet Kånna, med samma omfattning som församlingen hade 1999/2000.  
Socknen har tillhört samma fögderier och domsagor som Sunnerbo härad. De indelta soldaterna tillhörde Kronobergs regemente, Allbo och Ljungby kompanier och Smålands grenadjärkår, Sunnerbo kompani.

## Geografi
Kånna socken ligger kring Lagan cirka fem kilometer söder om Ljungby. Socknen består odlingsbygd kring Lagan med skogsbygd däromkring.

## Fornminnen
En hällkista från stenåldern, några gravrösen från bronsåldern och omkring tio järnåldersgravfält, bland annat Kånna högar,  finns här.

## Namnet
Namnet (1388 Quannom), från kyrkbyn, har en svårtolkad betydelse, eventuellt kopplat till ordet kvadh betydande sumpmark.

### Fotnoter
1. 1 2 3  Svensk Uppslagsbok andra upplagan 1947–1955: Kånna socken
2. 1 2  Harlén, Hans; Harlén Eivy (2003). Sverige från A till Ö: geografisk-historisk uppslagsbok. Stockholm: Kommentus. Libris 9337075. ISBN 91-7345-139-8
3. ↑  ”Församlingar”. Statistiska centralbyrån. https://www.scb.se/hitta-statistik/regional-statistik-och-kartor/regionala-indelningar/forsamlingar/. Läst 30 december 2022.
4. ↑  Administrativ historik för Kånna socken (Klicka på församlingsposten). Källa: Nationella arkivdatabasen, Riksarkivet.
5. 1 2  Sjögren, Otto (1931). Sverige geografisk beskrivning del 2 Östergötlands, Jönköpings, Kronobergs, Kalmar och Gotlands län. Stockholm: Wahlström & Widstrand. Libris 9939
6. 1 2 3  Nationalencyklopedin
7. ↑  Fornlämningar, Statens historiska museum: Kånna socken
8. ↑  Fornminnesregistret, Riksantikvarieämbetet: Kånna socken Fornminnen i socknen erhålls på kartan genom att skriva in sockennamn (utan "socken") i "Ange geografiskt område"